# Huevo del reloj del ramo de lirios
El huevo del Reloj Ramo de Lirios o el Reloj de los Lirios de la Virgen es un huevo de Fabergé hecho con supervisión del joyero ruso Peter Carl Fabergé en 1899 para el Zar Nicolás II como regalo de Pascua a su esposa, la zarina Alejandra Fiodorovna. Actualmente se encuentra en el Museo de la Armería del Kremlin en Moscú, y es uno de los pocos huevos imperiales de Fabergé que nunca se vendieron después de la Revolución Rusa.

## Diseño
Es uno de los huevos Fabergé más grandes. El reloj en forma de huevo y su pedestal rectangular están decorados con esmalte translúcido sobre un fondo guilloché. El cuerpo del reloj está dividido en doce partes que están delineadas con franjas tachonadas de diamantes. El cinturón de la esfera que gira alrededor del perímetro del huevo está esmaltado en blanco con doce números romanos engastados en diamantes. Las horas se indican mediante una manecilla de diamantes con forma de cabeza de flecha en un arco tenso. La mano está fijada a una base de ónix inmóvil. La base de oro multicolor está decorada con rosetas y la fecha de su fabricación, 1899, está engastada en diamantes. Está diseñado como un jarrón con volutas de oro rojo que sirven como soporte adicional a cada lado. Se utiliza una llave de oro para dar cuerda al mecanismo.
El reloj está coronado con un ramo de lirios de la Virgen o azucenas, tallado en ónix. Los pistilos de las flores están engastados con tres pequeños diamantes rosas, y las hojas y los tallos son de oro teñido. El huevo utiliza el lenguaje de las flores, muy conocido en la época. Las rosas son símbolo de amor y los lirios de pureza e inocencia.

## Sorpresa
Actualmente falta la sorpresa de este huevo, pero a partir de fotografías contemporáneas se sabe que fue un colgante de rubí con diamantes de talla rosa.